# National Soccer Stadium (Samoa)
Le National Soccer Stadium est un stade de football situé à Apia, aux Samoa.
C'est dans ce stade qu'ont lieu les rencontres à domicile de l'équipe nationale samoane ainsi que les rencontres du championnat national. Le National Soccer Stadium compte environ 3 500 places.

## Histoire
Ce stade a également accueilli les marchés de football de l'édition 2007 des Jeux du Pacifique Sud, ainsi que les éliminatoires de la Coupe d'Océanie de football 2012, organisée aux Îles Salomon. Ces éliminatoires regroupent les quatre équipes océaniennes ayant le plus faible classement FIFA, à savoir les Samoa, les Îles Cook, les Tonga et les Samoa américaines. L'équipe des Samoa parvient à se qualifier pour les phases finales mais est éliminée au premier tour.